# Gornji Vukojevac
Gornji Vukojevac je naselje u Republici Hrvatskoj, u sastavu Općine Lekenik, Sisačko-moslavačka županija. 
Smješten je na istočnim padinama Vukomeričkih gorica te uz cestu Zagreb - Sisak, koja je još u davno doba spajala stare rimske naseobine Poetovio i Siscia. Od kulturnih znamenitosti ističe se tradicionalni turopoljski čardak na imanju obitelji Debić.

## Stanovništvo
Prema popisu stanovništva iz 2001. godine, naselje je imalo 75 stanovnika te 28 obiteljskih kućanstava.
| broj stanovnika |       |       |       | 271   | 159   | 150   | 165   | 158   | 147   | 148   | 128   | 115   | 99    | 74    | 75    | 67    | 67    |
|                 | 1857. | 1869. | 1880. | 1890. | 1900. | 1910. | 1921. | 1931. | 1948. | 1953. | 1961. | 1971. | 1981. | 1991. | 2001. | 2011. | 2021. |